# Награда „Бранко Миљковић”
Награда „Бранко Миљковић” је једна од најпрестижнијих награда за књижевност у Србији. Додељује се за најбољу збирку поезије објављену у претходној години и састоји се од статуете, плакете и новчаног износа. Награду је основала Скупштина града Ниша 1971. године а додељује се сваке године у организацији Нишког културног центра и под покровитељством Града Ниша и Министарства културе Републике Србије.  

## Награђени писци и дела
1. 1971. Милутин Петровић, Глава на пању (Просвета, Београд)
2. 1972. Оскар Давичо, Прочитани језик (Нолит, Београд)
3. 1973. Бранислав Петровић, Предосећање будућности (СКЗ, Београд)
4. 1974. Данијел Драгојевић, Природопис (Студентски центар свеучилишта из Загреба)
5. 1975. Васко Попа, Вучја со, Живо месо, Кућа на сред друма (песнички триптих)
6. 1976. Србо Ивановски, Зачарани путник (Веселин Маслеша, Сарајево)
7. 1977. Анђелко Вулетић, Кад будем велики као мрав (Веселин Маслеша, Сарајево)
8. 1978. Стеван Раичковић, Случајни мемоари (Просвета, Београд)
9. 1979. Миодраг Павловић, Видовница (Народна књига, Београд)
10. 1980. Љубомир Симовић, Видик на две воде (Нолит, Београд)
11. 1981. Блаже Конески, Тамне воде (Веселин Маслеша, Сарајево)
12. 1982. Душко Новаковић, Надзорник кварта (БИГЗ, Београд)
13. 1983. Борислав Радовић, Песме 1971—1982. (Нолит, Београд)
14. 1984. Иван В. Лалић, Страсна мера (Нолит, Београд)
15. 1985. Вено Тауфер, Свирач пред паклом (Просвета, Београд)
16. 1986. Мирослав Максимовић, Сонети о животним радостима и тешкоћама (Народна књига, Београд)
17. 1987. Изет Сарајлић, Некролог славују (Просвета, Београд)
18. 1988. Слободан Ракитић, Основна земља (БИГЗ, Београд) / Специјална повеља Славомир Гвозденовић Подвлачање црте (Просвета, Београд)
19. 1989. Рајко Петров Ного, Лазарева субота (СКЗ, Београд)
20. 1990. Александар Ристовић, Празник луде (Просвета, Београд)
21. 1991. Милосав Тешић, Кључ од куће (Матица српска, Нови Сад)
22. 1992. Алек Вукадиновић, Ружа језика (Наша књига, Београд)
23. 1993. Драган Јовановић Данилов, Кућа Бахове музике (Нолит, Београд)
24. 1994. Владимир Јагличић, Усамљени путник (СКЗ, Београд)
25. 1995. Драгиња Урошевић, Дневник добровољне несанице (Просвета, Београд)
26. 1996. Срба Митровић, Снимци за панораму (Матица српска, Нови Сад)
27. 1997. Петар Цветковић, Песме из аутобуса (Просвета, Београд)
28. 1998. Милан Орлић, Бруј Миленија (Просвета, Београд)
29. 1999. Ана Ристовић, Забава за доконе кћери (Рад, Београд)
1999. Горан Станковић, Четири доба (Просвета, Београд)
30. 2000. Војислав Карановић, Син земље (СКЗ, Београд)
31. 2001. Живорад Недељковић, Тачни стихови(Народна библиотека"Стефан Првовенчани“, Краљево)
32. 2002. Гојко Ђого, Црно руно (Просвета, Београд)
33. 2003. Томислав Маринковић, Школа трајања (Народна библиотека „Стефан Првовенчани“, Краљево)
34. 2004. Ненад Јовановић, Живети на модеран и умрети на старински начин (Народна библиотека „Стефан Првовенчани“, Краљево)
35. 2005. Дејан Алексић, После (Народна библиотека „Стефан Првовенчани“, Краљево)
36. 2006. Доброслав Смиљанић, Архив белине (Филип Вишњић, Београд)
37. 2007. Марија Шимоковић, Киновар (Народна књига, Београд)
38. 2008. Милан Ђорђевић, Радост (Народна библиотека „Стефан Првовенчани“, Краљево)
39. 2009. Миодраг Раичевић, Длан & лопата (Културни центар Новог Сада, Нови Сад)
40. 2010. Никола Вујчић, Докле поглед допире (Српско културно друштво „Просвјета“, Загреб)
41. 2011. Енес Халиловић, Песме из болести и здравља (Конрас, Београд)
42. 2012. Ален Бешић, Голо срце (Народна библиотека „Стефан Првовенчани“, Краљево)
43. 2013. Дејан Илић, Катастар (Народна библиотека „Стефан Првовенчани“, Краљево)
44. 2014. Никола Живановић, Carmina Galli (Народна библиотека „Стефан Првовенчани“, Краљево)
45. 2015. Слободан Зубановић, Старац и песме (Народна библиотека "Стефан Првовенчани", Краљево)
46. 2016. Марјан Чакаревић, Ткива (Народна библиотека "Стефан Првовенчани", Краљево)
47. 2017. Петар Матовић, Из срећне републике (Културни центар Новог Сада, Нови Сад)
48. 2018. Драган Бошковић, Ave Maria (ауторско издање)
49. 2019. Ненад Милошевић, Песме из лимба (Културни центар Новог Сада, Нови Сад)
50. 2020. Владимир Копицл, Удаљени бубњеви (Културни центар Новог Сада, Нови Сад)
51. 2021. Ђорђе Деспић, Аутохипноза (Народна библиотека "Стефан Првовенчани", Краљево)
52. 2022. Бојан Васић, Удаљавање (Архипелаг, Београд)